# OpenSUSE Build Service

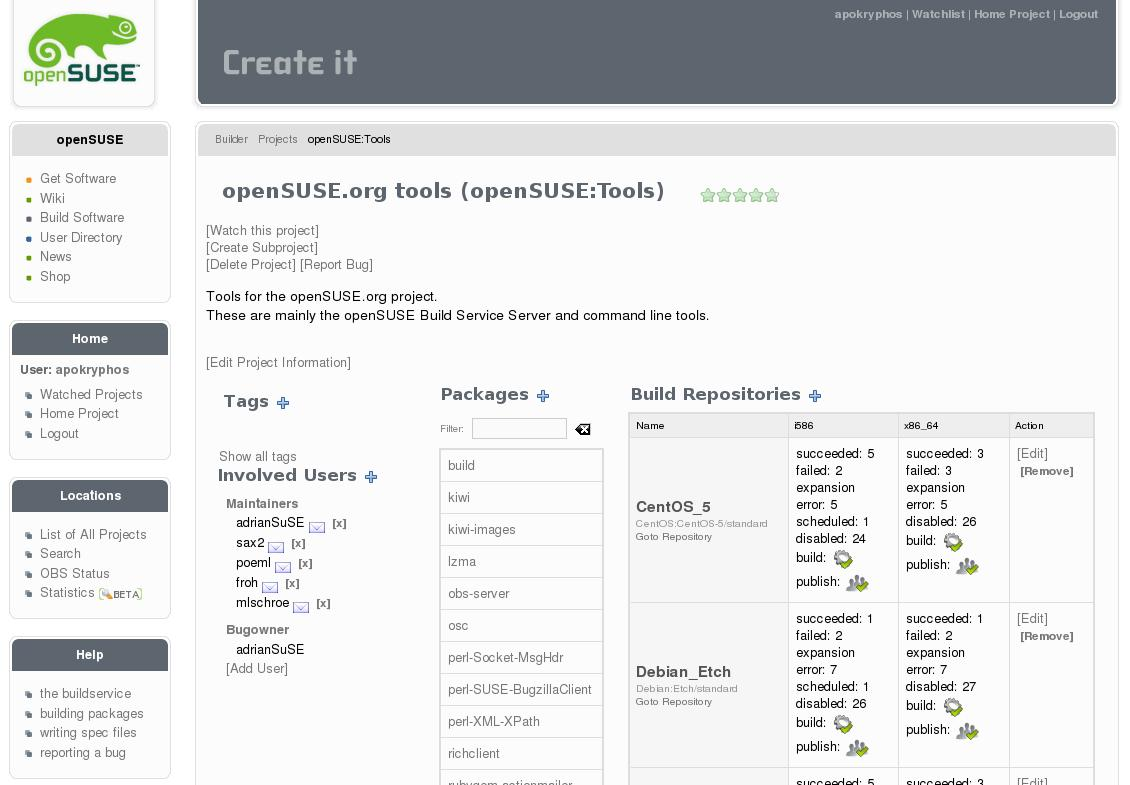
interfejs Open Build Service

Open Build Service (znany wcześniej jako OpenSUSE Build Service) – platforma rozwojowa stworzona w celu ułatwienia kompilacji pakietów dla wielu dystrybucji Linuxa. Obsługuje między innymi dystrybucje: openSUSE, Red Hat, Mandriva, Ubuntu, Fedora i Debian.
Dzięki Open Build Service proces pakowania jest łatwiejszy, więc developerzy mogą spakować pojedynczy program dla wielu dystrybucji Linuxa w łatwiejszy i szybszy sposób. Możliwe jest też przygotowanie pakietów dla wielu wersji tej samej dystrybucji Linuxa, np. openSUSE. W ten sposób pakiet staje się dostępny dla wszystkich użytkowników Linuxa niezależnie od dystrybucji i wersji systemu.   
Open Build Service jest rozpowszechniany zgodnie z licencją GPL.